# إديتا شليفينسكا
إديتا شليفينسكا (البولندية: Edyta Śliwińska؛ ولدت في 6 مايو 1981) عارضة أزياء وراقصة بولروم وممثلة بولندية، اشتهرت بظهورها في النسخة الأمريكية من المسلسل التلفزيوني الواقعي الرقص مع النجوم، حيث ظهرت على جميع المواسم العشرة الأولى منه.

## نشأتها
ولد إديتا شليفينسكا في وارسو، بولندا، حيث تنحدر من عائلة من الطبقة العاملة البولندية. أخذت أول صف رقص لها في سن 12.

## روابط خارجية
- Edyta Śliwińska - Official Twitter Profile
- Edyta Śliwińska - Official website
- Edyta Sliwinska - Official Myspace Profile
- Edyta Śliwińska - Official Dance and Fitness DVD
- إديتا شليفينسكا على موقع IMDb (الإنجليزية)
- إديتا شليفينسكا على موقع قاعدة بيانات الفيلم (الإنجليزية)
- DancePlaza.com entry for Alex Mazo and Edyta